# Symphyogyna rhizobola
Symphyogyna rhizobola là một loài rêu trong họ Pallaviciniaceae. Loài này được (Schwägr.) Nees mô tả khoa học đầu tiên năm 1846.